# Ауд-Геверле Левен
«Ауд-Геверле Левен» (нід. Oud-Heverlee Leuven) — професійний бельгійський футбольний клуб з міста Левен. Виступає у Лізі Жюпіле. Домашні матчі проводить в Геверле на стадіоні «Ден Дреф», який вміщує 9 500 глядачів.

## Історія

### Передісторія
В 2002 році в Левені для поліпшення рівня футбольних команд в місті було вирішено об'єднати три команди («Стад Левен», «Дарінґ Клуб Левен» та «Зварте Дьойвелз Ауд-Геверле») в одну.
Клуб «Зварте Дейвелз Ауд-Геверле» був створений в 1957 році і почав виступати в провінційних лігах. В сезоні 1999—2000 він став переможцем 4-го дивізіону Бельгії (Belgian Promotion), перейшовши в 3-й дивізіон, де вже грав «Стад Левен». «Стад Левен» був заснований в 1905 році і більше 30-ти сезонів провів в другому дивізіоні Бельгії, лише одного разу погравши у вищій лізі в сезоні 1949-50. Однак, починаючи з 1991 року і до об'єднання, клуб балансував між четвертим і третім дивізіонами. «Дарінґ Клуб Левен» на час об'єднання грав у п'ятому за силою дивізіоні. Його було засновано в 1922 році. Декілька сезонів він провів у Першій лізі і був найкращім клубом з Левена в період з 1958 по 1964 р.р. Але потім в 1979 році опустився до провінційних ліг і залишився там.

### Перші роки
З моменту свого заснування клуб почав виступати в третьому за силою дивізіоні Бельгії, з сезону 2005/06 по сезон 2010/11 виступав в Першій лізі Бельгії, другому за силою дивізіоні країни, перемігши в якій в сезоні 2010/11 клуб домігся права в сезоні 2011/12 дебютувати в Лізі Жюпіле, найсильнішому дивізіоні Бельгії.

## Статистика виступів
Зеленим кольором позначені виступи у вищому дивізіоні; жовтим — другому; червоним — третьому.

## Досягнення
- Перша ліга Бельгії:
  - Переможець (1): 2010-11
  - Бронзовий призер (1): 2007-08